# الظهور الأول
في الكوميكس الأمريكية (American comic book) والقصص الأخرى ذات التاريخ الطويل، يشير الظهور الأول إلى العدد الأول الذي يعرض شخصية خيالية. غالبًا ما يتم تقييم هذه الأعداد من قبل جامعي البيانات نظرًا لنزوعهم وحالتهم الرمزية.